# 澳洲航空貨運
澳洲航空貨運（英語：Qantas Freight）是澳洲航空的附屬公司，負責集團的航空貨運業務。澳航貨運亦是貨運航空公司Express Freighters Australia、貨運代理公司Qantas Courier和貨車運輸公司Jets Transport Express的所有者。

## 外部連結
- 官方網站 （页面存档备份，存于）